# Ariathisa nyctimesa
Ariathisa nyctimesa là một loài bướm đêm trong họ Noctuidae.